# Aganainae
Aganainae là một phân họ bướm đêm trong họ Erebidae, trước đây đã được đặt trong họ Arctiidae. Một số tác giả xem nó là một họ.

## Hình ảnh

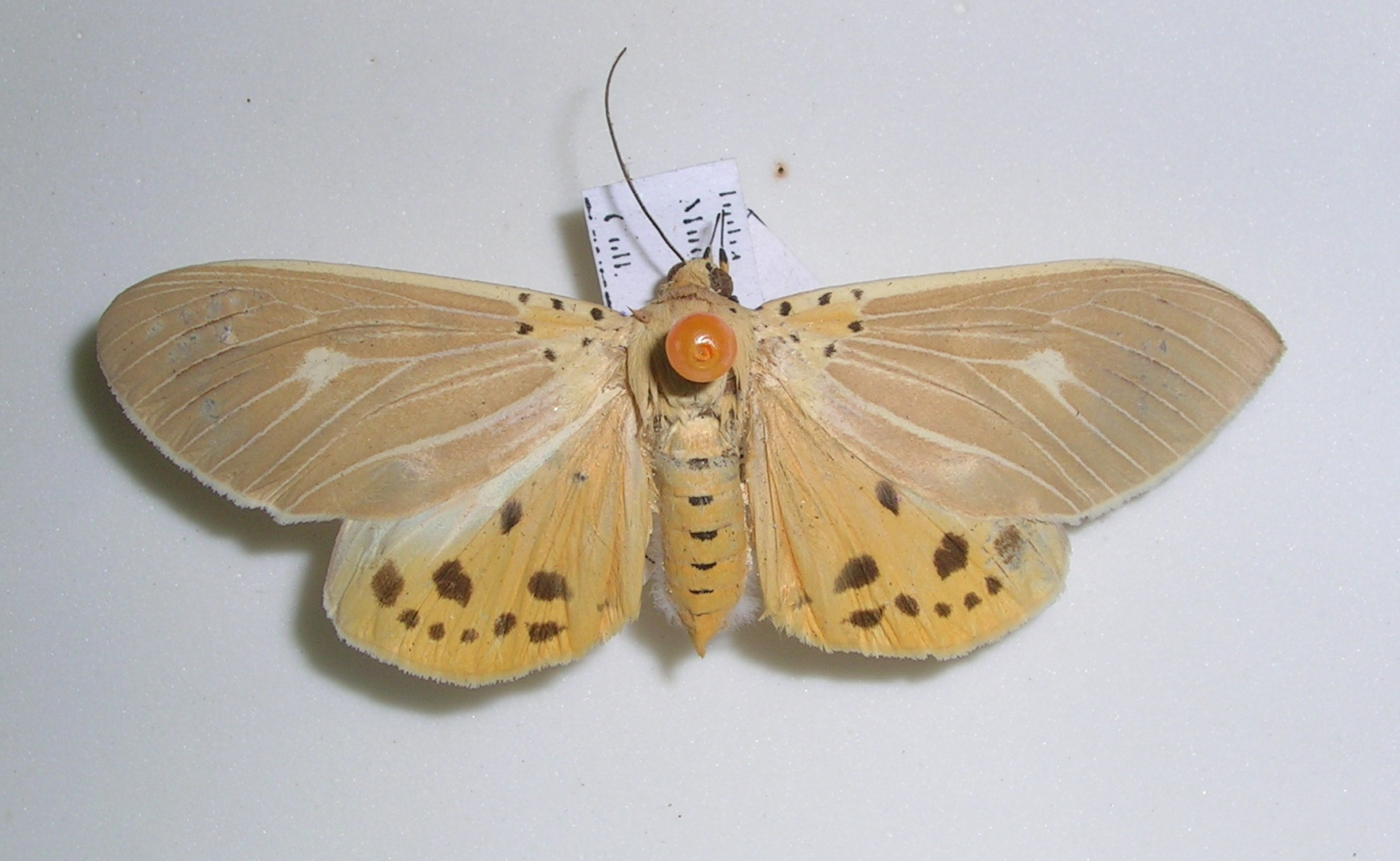

## Chi
- Aganais Boisduval, 1832
- Agape Felder, 1874
- Anagnia Walker, 1854
- Asota  Hübner, 1819
- Digama Moore, 1860
- Euplocia  Hübner, 1819
- Neochera  Hübner, 1819
- Peridrome Walker, 1854
- Phaegorista Boisduval, 1836
- Soloe Walker, 1854
- Soloella Gaede, 1926